# Sibylle Baillon
Sibylle Baillon (* 1966 in Frankfurt am Main) ist eine deutschsprachige Schriftstellerin. Seit 2015 hat sie zahlreiche Romane veröffentlicht.

## Leben
Sibylle Baillon widmet sich hauptsächlich dem Schreiben von romantischen, historischen und kriminalistischen Geschichten.

## Werke
Die Bodensee-Saga
- Wie Spuren am See – Die Erbin (Band 1)
- Wie Spuren am See – Die Rückkehr (Band 2)

Historische Reihen
Die Sturm-Saga
- „Die Töchter des Sturms“ (Band 1)
- "Feuer und Sturm (Band 2)
- „Die Lichter des Sturms“ (Band 3)
- „Die Zeichen des Sturms“ (Band 4)
- „Im Wirbel des Sturms“ (Band 5)
- „Die Macht des Sturms“ (Band 6)
- „Im Tosen des Sturms“ (Band 7)

Die Klea-Reihe
- „Klea und der Ruf der Freiheit“ (Band 1)
- "Klea – Die Macht der Kriegerin (Band 2)
- „Klea – Die Insel der Verdammnis“ (Band 3)
- „Klea – Im Bann der Hetäre“ (Band 4)

Historische Romane
- „Die zweite Braut“
- „Im Winter die Ewigkeit“
- „Der letzte Schuss“

Liebesromane
Winterromane
- „Schneeverweht – Kanada wider Willen“
- „Schneegestöber – Verloren in den Alpen“
- „Schneeknistern – Weihnachten auf Schottisch“
- „Schneeflüstern – Weihnachten auf Finnisch“
- „Schneeglitzern – Ein Winter in Paris“

Die Highland-Zauber-Reihe
- „Highland Zauber – Schneeknistern in Wildvalley“ (Band 1)
- „Highland Zauber – Geheimnisvolle Post aus Wildvalley“ (Band 2)

Krimis (Thriller)
- „Der Denkmal-Mörder“